# Юний Фріц
«Юний Фріц» — радянський короткометражний художній фільм Григорія Козінцева і Леоніда Трауберга за сценарієм Самуїла Маршака, написаному на основі однойменного сатиричного вірша. Фільм знятий в евакуації, на створеній в Алма-Аті Центральній об'єднаній кіностудії. Картину зняли у відвертій ексцентричній манері з умовними декораціями і персонажами-масками.

## Сюжет
Фільм в сатиричній манері оповідає про історію виховання «істинного арійця», яка представлена як лекція професора «антрепалогіі» (Максим Штраух), який, немов по клавішах, б'є своєю указкою по черепах, демонструючи експонати «чистої раси». Біографія юного Фріца, що ілюструє лекцію, розгортається як маріонеткове дійство, де юний Фріц (Михайло Жаров), спочатку зменшений до розмірів новонародженого, починає рости у своїй колисці і перетворюється в величезного здорованя, який крокує своїми чоботами штурмовика картою Європи, захоплюючи її всю. В кінці фільму Фріца поміщають в радянський зоопарк, тому що «для науки всякий гад необхідний».

## У ролях
- Михайло Жаров —  Фріц
- Михайло Висоцький —  тато Фріца
- Лідія Атманакі —  мама Фріца
- Максим Штраух —  професор «антрепалогії»
- Всеволод Пудовкін —  офіцер гестапо
- Михайло Астангов —  офіцер вермахта
- Яніна Жеймо —  Гертруда, дівчинка, що потрапила в гестапо
- Костянтин Сорокін —  Франц, однополчанин Фріца
- Людмила Шабаліна —  екскурсовод в радянському зоопарку
- Тетяна Говоркова —  тітка Фріца  (немає в титрах)
- Лідія Корольова —  наречена Фріца  (немає в титрах)
- Микола Мічурін —  гість на дні народження  (немає в титрах)

## Знімальна група
- Автор сценарію: Самуїл Маршак
- Режисер: Григорій Козінцев, Леонід Трауберг
- Оператор: Андрій Москвін
- Художник: Євген Єней
- Композитор: Лев Шварц
- Звукооператор: Ілля Волк
- Директор картини: М. Шостак